# Palais de Anaya

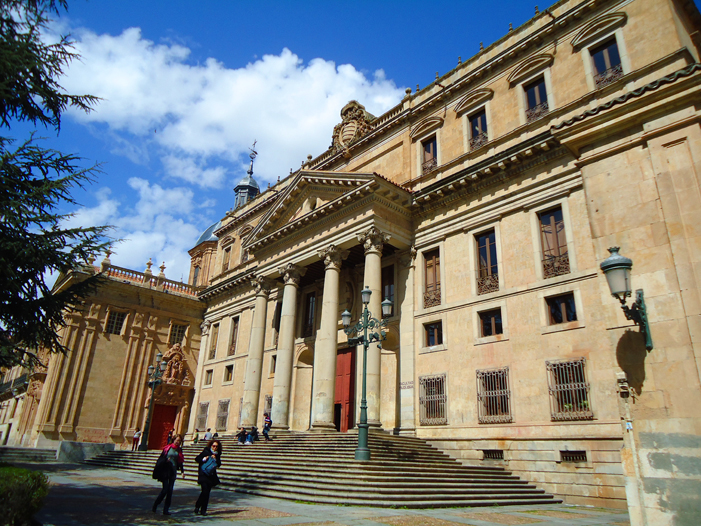
Palais d'Anaya

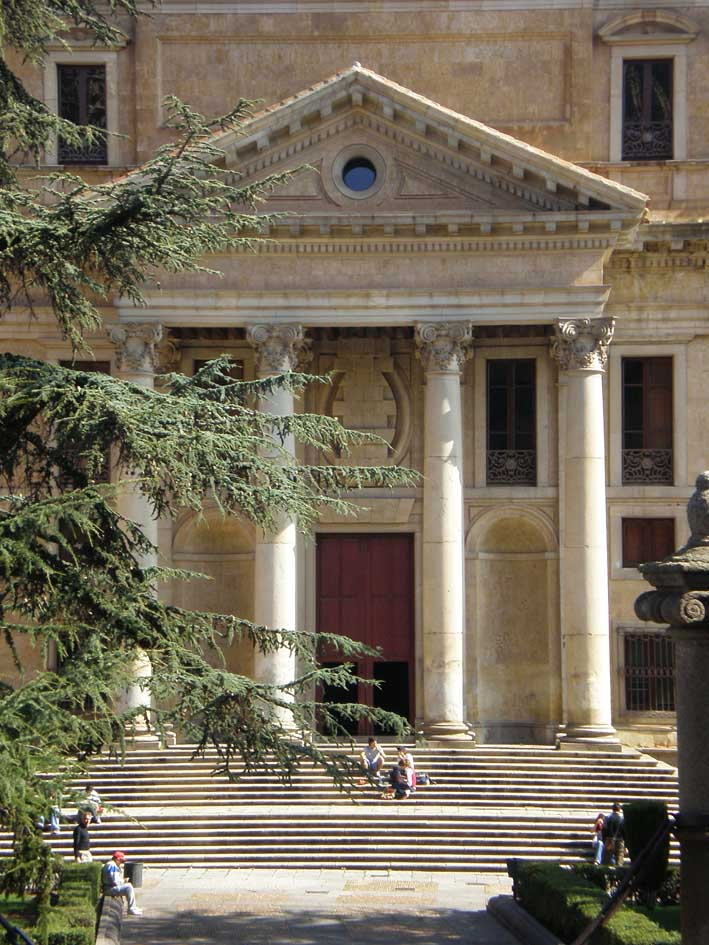
Colonnade

Le Palacio de Anaya à Salamanque, capitale de la province espagnole de Salamanque en Castille-León, a été construit au milieu du XVIIIe siècle. Le bâtiment de la Plaza de Anaya est un monument architectural protégé (Bien de Interés Cultural) depuis 2011.

## Histoire et description
Le Palacio de Anaya a été construit à partir de 1760 selon les plans des architectes José de Hermosilla et Juan de Sagarvinaga. A sa place se trouvait auparavant le plus ancien Colegio Mayor de Salamanque, fondé en 1411 par l'archevêque Diego de Anaya Maldonado.
Un large escalier mène à l'entrée, qui est pourvue de quatre colonnes et d'un pignon. Le patio est conçu dans le style néoclassique avec des colonnes rondes et une galerie ouverte.

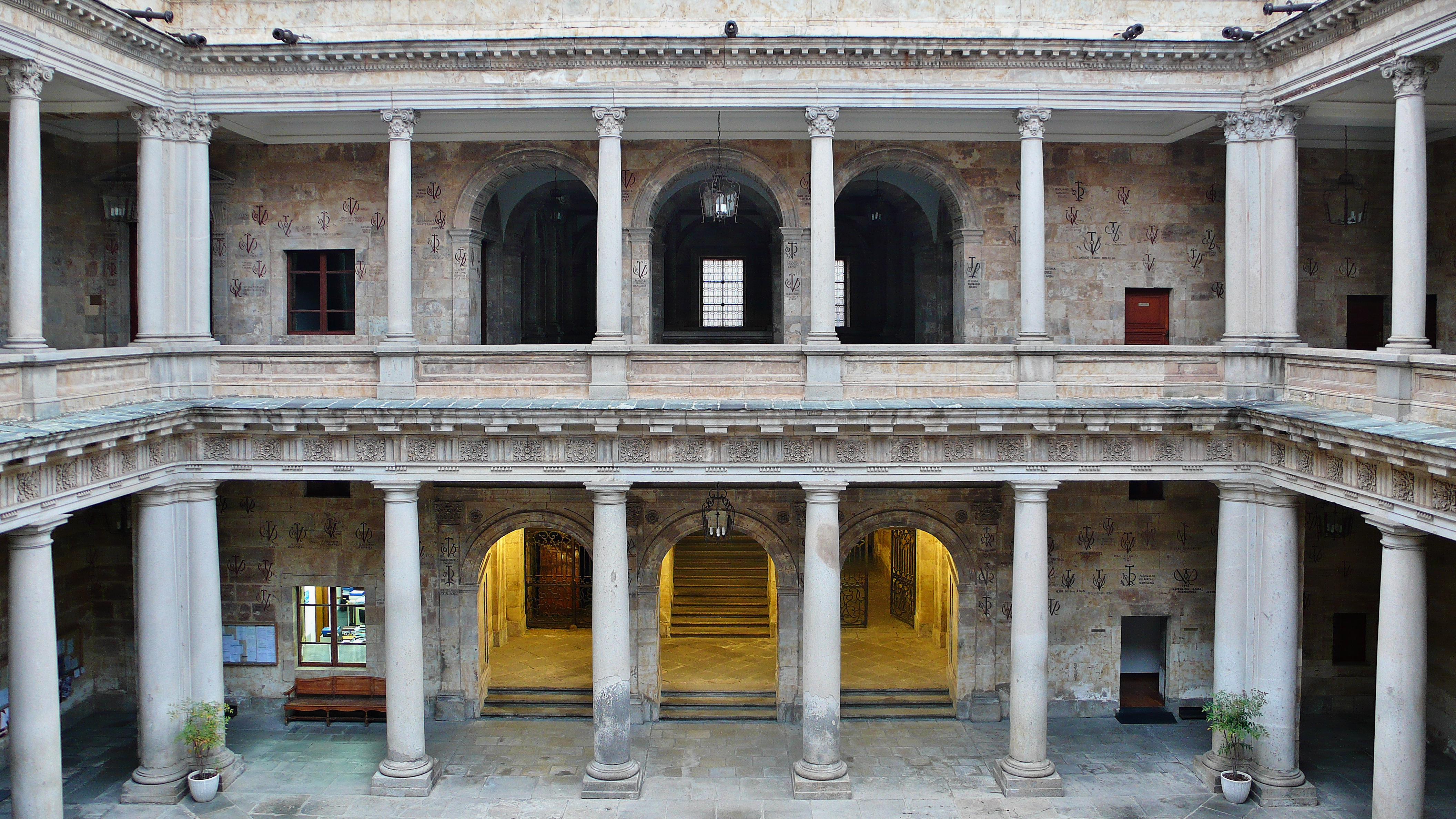
patio

## Utilisation actuelle
Le bâtiment abrite aujourd'hui la Faculté des langues de l' Université de Salamanque avec une bibliothèque.

## Littérature
- Salamanque. Edité par Turespaña (Instituto de Turismo de España), 1998

## Liens web
- Palacio de Anaya at minube (texte espagnol)
- Palacio de Anaya à facultadfilologia (texte espagnol)